# Hazardziści (film 1975)
Hazardziści – polski film kryminalny z roku 1975 w reżyserii Mieczysława Waśkowskiego.

## Fabuła
Film oparty na autentycznych wydarzeniach kiedy to w 1962 roku w Wołowie dokonano największego w historii powojennej Polski włamania do banku.
Elektrotechnik Zygmunt Jaskólski wraz z 5 wspólnikami – szanowanymi obywatelami miasteczka, wykorzystując informacje wspólnika-kasjera, dokonują pomysłowego i udanego włamania do skarbca miejscowego banku. Ich łupem pada ponad 12 mln złotych. Cały napad ma szansę ujść im na sucho, gdyby nie rozrzutność żony jednego ze sprawców, która wydaje w sklepie jeden z kradzionych banknotów ze spisanym numerem serii i zostaje aresztowana. Wszyscy uczestnicy napadu zostają szybko złapani i otrzymują surowe wyroki (20-25 lat) oraz kary wysokich grzywien.

## Obsada
- Franciszek Trzeciak – Zygmunt Jaskólski
- Zygmunt Malanowicz – Wojciech Misiurski
- Henryk Bąk – Tadeusz Karasiński
- Andrzej Gazdeczka – Mietek
- Lech Grzmociński – Bolesław Pacuła
- Zdzisław Maklakiewicz – Zdzisław Jaskólski
- Witold Pyrkosz – Leon Badziak
- Emilia Krakowska – Teresa
- Stefania Iwińska – Halina
- Małgorzata Pritulak – Alka
- Teresa Lipowska – żona Badziaka
- Maria Klejdysz – żona Pacuły
- Józef Pieracki – dyrektor banku
- Janusz Hejnowicz – pracownik banku
- Andrzej Hrydzewicz – oficer MO
- Eliasz Kuziemski – pokerzysta
- Ferdynand Matysik – oficer MO
- Irena Szymkiewicz – kobieta w sklepie z materiałami
- Mieczysław Łoza – Marian Telemarczyk
- Zdzisław Wardejn – Stasio Dyląg
- Wirgiliusz Gryń – Jasio
- Eugeniusz Kujawski – mężczyzna zatrzymujący taksówkę
- Małgorzata Potocka – dziewczyna na ulicy